# Norra Storgatan, Helsingborg

Norra Storgatan är en gata i centrala Helsingborg. Gatan är en av de äldsta i Helsingborg och tillkom i etapper från 1300-talet fram till 1600-talet. Flera av stadens äldsta byggnader ligger också längs gatan.

## Sträckning
Norra Storgatan sträcker sig från Stortorgets ostligaste del och norrut, där den slutar vid korsningen med Nedre Långvinkelsgatan vid Tycho Brahes plats. Längs sträckningen korsas gatan inte av några andra gator, utan möts istället av ett antal t-korsningar. Den första, från söder sett, är Strömgränden, som anlöper Norra Storgatan västerifrån. Denna efterföljs av Springpostgränden som möter gatan från öster och något längre norrut av Hästmöllegränden som kommer från väst. Vid Tycko Brahes plats viker gatan av en aning och fortsätter norrut i form av Fågelsångsgatan.

## Gatubild

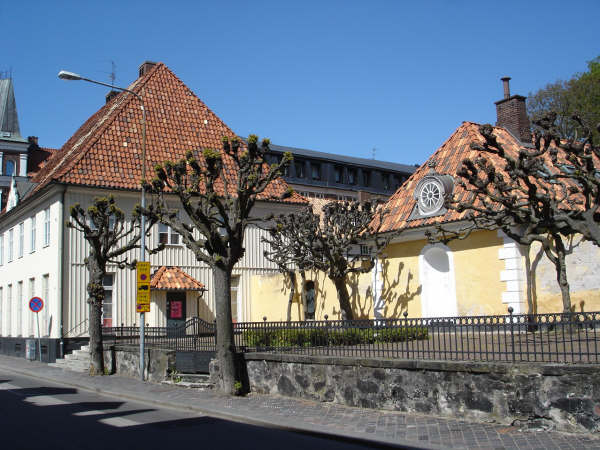
Henckelska gårdens trädgård

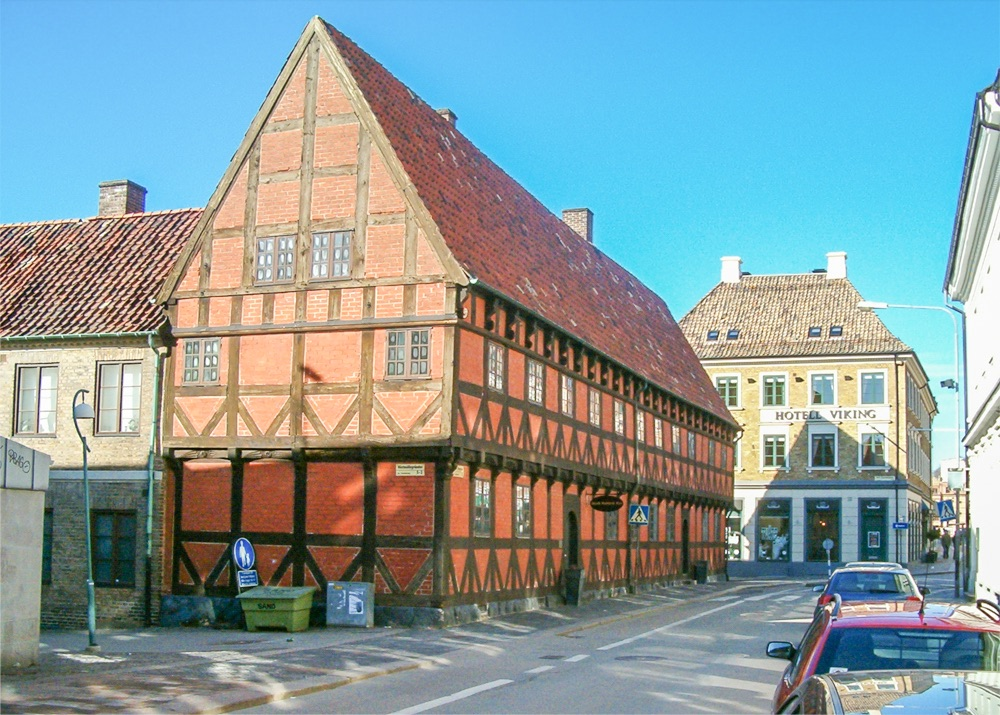
Jacob Hansens hus

Längs hela sträckningen är Norra Storgatan en mot norr enkelriktad bilgata med något smala trottoarer på vardera sida. Bilgatans västra sida består av cykelbana, medan den östra sidan består av parkering, dock endast i gatans norra del. Vid gatans början i söder, vid Stortorget, är bebyggelsen hög och monumental i form av Posthuset på dess östra sida och Trygg Hansahuset på dess västra. Efter dessa två byggnader sjunker byggnadshöjden avsevärt till endast två våningar. Det enda undantaget är bostadshuset på korsningen med Springpostgrändens norra sida, som är tre våningar högt. Gatan öppnas upp vid Henckelska gården, med sin öppna plats, som även ger grönska i form av ett flertal träd. Byggnadernas fasader varierar mellan putsade, korsvirke och blottat tegel. Stilen är till största del klassicistisk, förutom i de två senmodernistiska byggnaderna Trygg Hansa-huset och EPA-huset (numera Magnus Stenbock-gallerian). 
Dessa två byggnader vänder båda sin baksida mot gatan, och har därmed gjort att gatan fått något av en bakgate-karaktär. Baksidornas utformning påverkar både gatubilden som gatulivet. Trygg Hansa-husets har mot Norra Storgatan en rätt trång arkad istället för trottoar, medan EPA-huset har en upphöjd gång som avskärmar husets verksamhet från gatan. Arkaden i Trygg Hansahuset innehåller stora skyltfönster och ingångar till butiker, men hyresgärster i huset har valt att istället ha lager ut mot arkaden och har därför täckt för skyltfönsterna och gjort om ingångarna till personalingångar, vilket gör arkaden underutnyttjad. På samma sätt blir EPA-husets upphöjda gång underutnyttjad. Detta hus har även stora lastportar för butiksverksamheten samt en uppfart till takparkering ut mot gatan, vilket till stor del bidrar till känslan av bakgata.

### Betydande byggnader
Längs gatan finns ett flertal byggnader av större historisk betydelse för Helsingborg.
- Henckelska gården
- Gamlegård
- Jacob Hansens hus

## Gatuliv
Gatans västra parallellgata är gågatan Kullagatan, där den största delen av Helsingborgs butiksliv är placerad. Medan Kullagatan nästan uteslutande består av detaljhandel är Norra Storgatans utbud mer varierat och spänner från restauranger och barer till designbutiker och resebyråer, samt en stor del frisörer och skönhetssalonger. Denna variation gör att gatulivet fortsätter dygnet rynt de flesta dagar i veckan, till skillnad från Kullagatan, som blir väldigt folktom efter butikernas stängning. När Kullagatans butiker har öppet påverkas dock gatulivet på Norra Storgatan, som då mestadels blir en kommunikationsgata för att nå Kullagatan.